# Kamera filmowa

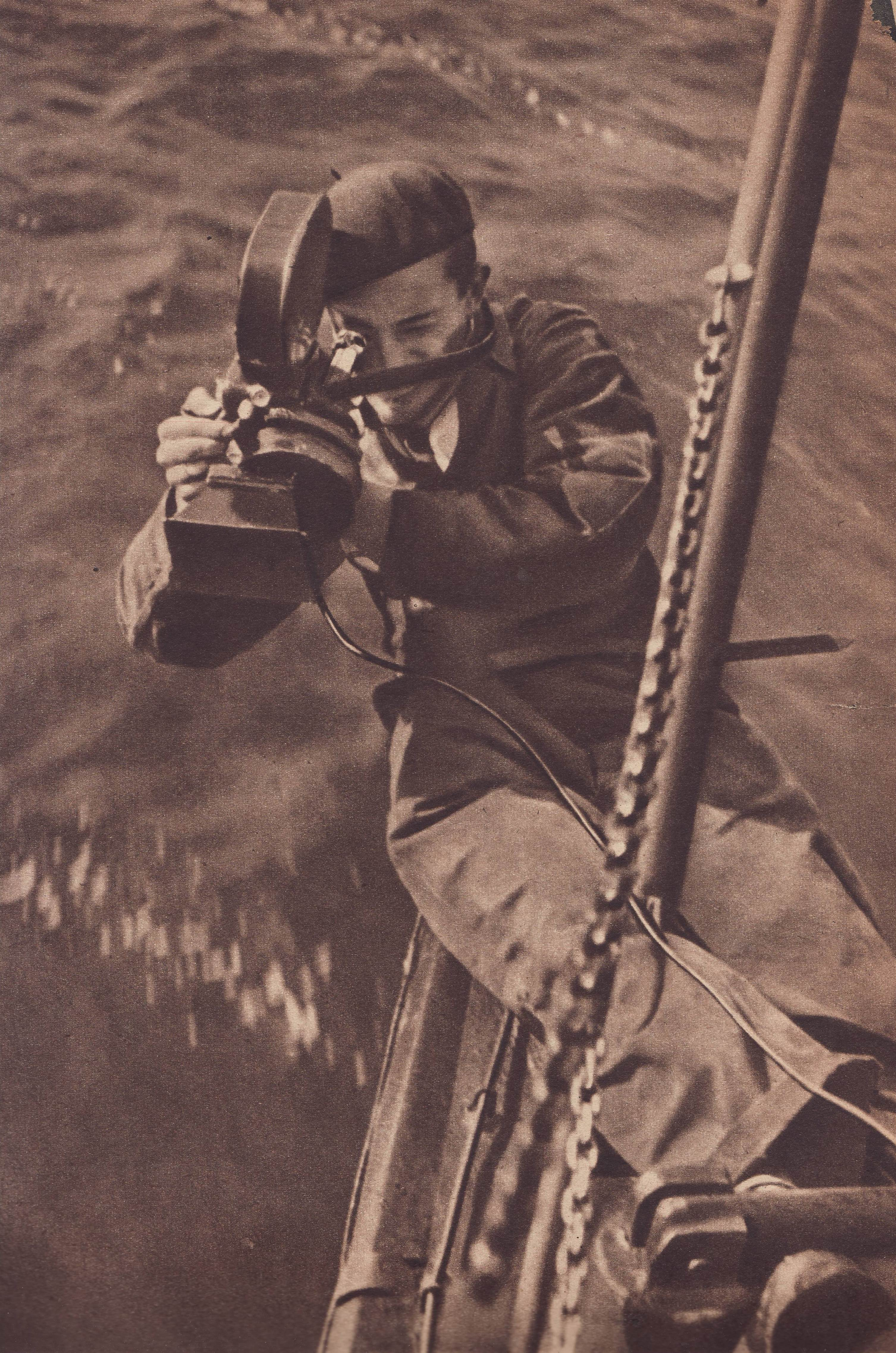
Operator Polskiej Kroniki Filmowej

Kamera filmowa – ciężka, bardzo kosztowna, w pełni profesjonalna odmiana kamery. Dawniej było to urządzenie o działaniu zbliżonym do aparatu fotograficznego.  Kamera filmowa wykonuje sekwencję najwyższej jakości zdjęć w bardzo krótkich odstępach czasu i rejestruje je na dysku twardym lub pojemnej karcie pamięci (dawniej na taśmie filmowej).

## Historia
Pierwszą na świecie kamerę opatentował w Anglii Francuz Louis Le Prince w 1888. Pierwszą ręczną kamerę filmową, która była równocześnie pierwszą na świecie kamerą o napędzie automatycznym, skonstruował w 1908 roku polski wynalazca oraz konstruktor Kazimierz Prószyński. Jego wynalazek nosił nazwę aeroskop i stosowany był przez profesjonalnych reporterów w latach 1911–1935.

## Sposób działania
Profesjonalne kamery potrafią filmować z różnymi prędkościami (np. od 1 do 170 klatek na sekundę), zarówno "w przód", jak i "w tył". Filmowanie z inną, niż standardowe 24 klatki na sekundę, prędkością pozwala sterować dynamiką obrazu. Daje to znakomite efekty, zwłaszcza w filmach akcji (tego typu efekty wykorzystywał Sławomir Idziak przy kręceniu zdjęć do Helikoptera w ogniu).

## Nośniki zapisu
Obecnie w profesjonalnych produkcjach stosuje się zazwyczaj kamery filmowe wykorzystujące pojemne dyski twarde lub pamięci stałe (dawniej używano taśm filmowych 35 mm). Kamer filmowych nie należy mylić z nieco mniej skomplikowanymi kamerami telewizyjnymi, używanymi między innymi do nagrywania materiałów dla wiadomości telewizyjnych. Cechą charakterystyczną starych kamer filmowych jest, czasem dość dużych rozmiarów, zasobnik na taśmę filmową.

## Użytkowanie
Ze względu na olbrzymie koszty zakupu kamery, producenci często decydują się na używanie wypożyczonej kamery. Dzienne koszty wynajmu przedstawionej na zdjęciu kamery Arriflex 435ES wraz z zestawem akcesoriów sięgają około dziesięciu tysięcy dolarów amerykańskich. Natomiast koszty zakupu nowej kamery (bez obiektywu i innych akcesoriów; dane na rok 2013) – od 120 tysięcy do 480 tysięcy euro i więcej.